# 千夏南那
千夏 南那（ちなつ なな、1996年7月7日 - ）は、日本のAV女優。C-more エンターテイメント所属。

## 略歴・人物
2017年2月、「一ノ瀬夏摘（いちのせ なつみ）」としてデビューしたギャル系のAV女優。所属事務所はギルフィー。
2017年6月20日、C-more エンターテイメントに移籍し「千夏南那」として活動することをツイート。
趣味は日焼けサロン・ネイル、特技は手コキ。

## 出演作品

### アダルトDVD
2017年
- 北国ど根性ヤンキーちゃん。 一ノ瀬夏摘 18才 AV DEBUT（2月1日、キチックス）
- 彼氏と電話しながらエッチなイタズラ我慢ゲーム&手コキち○ちん危機一髪ゲーム（2月2日、ROCKET）
- 川口市マイルドヤンキー列伝 なつみ 1●の代 地元最強FAMILY加入記念でAV撮影してやんよ!!!!（2月10日、FIRST STAR）
- TOKYO盗撮 JKリフレ倶楽部盗撮（3月7日、デジタルアーク）
- うぶマン毛の親友2人（3月10日、MERCURY）※「ばぶ」名義
- 舌ピーギャル、キメパコフレンド募集中。（3月19日、チキチキカマー）
- ムチムチJK ブルマ尻コキ 3（3月25日、デジタルアーク）
- JKシミパン指ズボオナ 3 パンティーびしょ濡れJK! シミの上から指ズボオナニー（4月7日、デジタルアーク）
- 新宿で声を掛けた可愛いお嬢さん2人組に「新作水着のモデルになって下さい」と声をかけ、撮影でテンションを上げてヌルヌル泡泡ソープ体験（5月3日、アイエナジー）
- アキバで声をかけた地下アイドルとカメラ小僧が2人っきりでAV鑑賞（5月18日、アイエナジー）
- 軽い気持ちで家に上げたギャルがギャルを呼び、いつしか我が家はギャルの溜まり場に! 2 でもいいんです!貞操観念激低のギャルは好きな時に好きなだけエッチをさせてくれるんです!早漏だって文句言われません!!口は悪いけど意外と優しいんです!1人増量ver（5月19日、お夜食カンパニー）
- 超ヤリマンヤンキー女子だらけの定時制高校に転入して男はボクひとり! イジメが原因で高校を中退したボクが新たに転入したのは定時制高校。転入初日、教室に一歩足を踏み入れるとそこは、超恐いヤンキー女子だらけの教室で男はボクひとりだけだったのです。男ひとりで標的にされ前の学校以上のイジメ状態になるかと思いきや、これまでのイジメとは違いチ○ポをいじられたりパンチラを見せつけられて勃起させられ遊ばれています。しかもヤンキー女子がボクの勃起チ○ポを見てムラムラしたら即ハメ要求!結果、超イジメられっ子のボクが超ヤリチンになってモテちゃいました。（6月7日、Hunter）
- 媚薬オイルが効きすぎて1度のセックスでは物足りず、連続2回&中出しさせる発情ギャル 5（6月16日、DOC）
- 夏だよっ! 海ナンパ 1枚めくれば即ま〇こ…素人ビキニギャルのマン汁がぶ飲みパラダイス（7月10日、ホットエンターテイメント）
- 田舎で女性とは無縁な人生を送ってきたボクが都会のシェアハウスに入居したらヤリマンギャルだらけで男はボク1人! 浪人生のボクは都会の予備校に通うため家賃の安いシェアハウスに引っ越したのだけれど、そこは田舎じゃ見たこと無いセクシーなギャルだらけ。パンチラ、胸チラは当たり前で勉強が手につかず勃起ばかりしてしまうボク。そんなボクをバカにしてくるけど、それでもどうにもならないボクの勃起を見たヤリマンギャルは急に優しくなってエッチな雰囲気に。家に1人しかいない男のチ○ポを競うように誘惑してきて喰われまくりました。もう勉強どころではありません。（7月19日、Hunter）
- マジックミラーの向こうには愛する旦那! 夏好き水着黒ギャル妻&旦那の親友がサンオイル塗り塗りオイリーミッションにチャレンジ! ヌルテカ黒ギャル妻は旦那の親友生チ○ポの素股に感じまくり! うっかりハメちゃって寝取られSEX!? 「夏だ!生だ!中出しだ!」（7月21日、DOC）※「夏」名義
- 黒ギャルヤンキーカツアゲ援交（7月21日、OFFICE K'S）
- 渋谷道玄坂にある絶滅危惧種の生意気黒ギャルばかりを狙うオイルマッサージ店 7（7月28日、MAGIC）
- 夏のビーチでエロ娘達のレイヤード水着チェック!（8月18日、DOC）※「なな」名義
- 伸ばして嗅いで味わって 包茎観察（8月21日、メディア総販ソレイル）
- kirakira学園 全員GALクラスに転校して無制限射精されちゃった僕。（9月1日、kira☆kira）※AV OPEN 2017 ドラマ部門2位
- 素人娘のフェラチオが上手すぎる!! 2（9月8日、OFFICE K'S）
- ヤンキーのあの子はドMレズ 2（9月8日、虎堂）
- 抜かずの3連続中出し本屋痴漢（9月19日、アパッチ）
- 総長の妹に手を出した友人が地元のヤンキーに呼びだされて謝罪!! パシリで酒を買いに行かされたけど悪酔いしてSEXしました。（10月7日、クンカ）
- 検証「お金を払ってギャルにオナホを渡すと、どこまでヤッてくれるか?」（10月13日、プレステージ）※「あすか」名義
- 催眠光線で支配された大学テニスサークル（10月19日、SODクリエイト）
- Happy hallowin 素人中出し祭り マジックミラー号 ハロウィン仮装ギャルナンパ in渋谷2017 ハロウィンの聖地渋谷でナンパした極上コスプレギャルがその場のノリでデカチン乱交グループSEX（11月2日、ROCKET）※「なつみ」名義
- 巨乳水着ギャルばかりを狙う 海の家ナンパエステ 8（12月1日、変態紳士倶楽部）
- 僕を●学のときイジメていたあのヤンキー女が今はデリヘル嬢! みんなにバラさないでねとお願いされたのをきっかけに復讐の服従交尾を強要できるのか?最初屈辱感にまみれていた元ヤンの顔がいつのまにか発情した牝豚風に… で思わず暴発しそうなほど高まっちゃって膣中に爆発射! 4（12月22日、SCOOP）
- 食い込み挑発 ハイレグ撮影会（12月25日、デジタルアーク）

2018年
- 変態マリンスポーツ ネイキッドスキューバー（1月25日、AVS Collector's）
- ROCKET10周年記念ユーザーリクエスト祭り 全裸で城攻め! 戦国レズ合戦 巨乳軍VS黒ギャル軍、本丸まで辿り着き戦国兜の大将をイカセたら勝ち!（2月8日、ROCKET）
- 【大家告発】素人男女8名が所構わずヤリまくる! 超生々しい…シェアハウス入居者同士のSEX盗撮。（2月23日、盗撮マニアch）※「なな」名義
- 南国・海・酒・BBQ… カメラ回してたらスケベ過ぎるビデオが出来ましたww（2月25日、AVS Collector'S）
- パンティー履いたままおもらしオナニー（4月7日、デジタルアーク）
- 18周年記念スペシャル 経験豊富な優しい素人人妻が最高の童貞筆おろし 14（5月10日、アイエナジー）
- 黒ギャル 強制飲尿痴漢狩り 女体猛臭責め（5月18日、V&Rプランニング）
- 黒ギャルテカテカエロ尻オイルマニア（5月25日、デジタルアーク）
- 淫語かたりかけ自画撮りぐちゅぐちゅ連続絶頂指オナニー 4（6月21日、アイエナジー）
- 完全主観でたっぷりオナサポ!じっくりハーレム中出しSEX!! ニーハイ超ミニスカ制服が導入された学校に男は僕1人（6月21日、ROCKET）
- ヤリマン黒ギャル女子校生（7月25日、デジタルアーク）

### VR
- クラス全員GAL超ハーレムSEX 15人のギャルに呼び出されべろちゅう三昧! 60分スペシャル!!（2017年8月1日、kira☆kira）　※VR-1グランプリ (2017) エントリー作品
- ピザ屋のドジっ娘お詫びはカラダで「お店には内緒にしてください」デリバリーSEX 玄関でフェラ手コキ「射精しないと終わらないですよね…」と対面挿入 密着状態で子宮をガンガン突き上げるとグチュグチュと音立て前後に超高速グラインド!（2018年7月7日、ブイワンVR）
- ギャルのツンデレ癒やしフェラ（2018年7月13日、フェッチVR）

## 雑誌
- 超激カワ!素人ギャル 2017年3月号（マイウエイ出版） - 表紙、グラビア、インタビュー
- SPA! 2018年9月18日号（扶桑社） - 袋とじ